# San José el Amate
San José el Amate är en ort i Mexiko.   Den ligger i kommunen Huehuetán och delstaten Chiapas, i den sydöstra delen av landet, 900 km sydost om huvudstaden Mexico City. San José el Amate ligger 22 meter över havet och antalet invånare är 947.
Terrängen runt San José el Amate är platt åt sydväst, men åt nordost är den kuperad. Runt San José el Amate är det tätbefolkat, med 319 invånare per kvadratkilometer. Närmaste större samhälle är Huixtla, 16,4 km norr om San José el Amate. Omgivningarna runt San José el Amate är en mosaik av jordbruksmark och naturlig växtlighet.